# Parkbegraafplaats Tereken
De parkbegraafplaats Tereken is de oudste nog bestaande begraafplaats van de Belgische stad Sint-Niklaas. De begraafplaats ligt in het zuiden van de stad in de wijk Tereken, nabij de Sint-Jozefskerk. Zoals de naam al doet vermoeden, wordt het domein stilaan omgevormd tot een park waar zowel ruimte is voor graven als voor recreatieve activiteiten. Het kerkhof is bekend voor de grote hoeveelheid monumentale concessies van art-deco-steenhouwers en heeft bijzonder funerair erfgoed.
De begraafplaats is ingedeeld in 18 grote percelen, genummerd van A-R, waarbij de A-gronden aan de ingang zijn gelegen. In 1969 waren er ruim 58 707 personen bijgezet. In het verleden werd vaak overgraven: oude graven werden geruimd en hergebruikt.

## Geschiedenis
De begraafplaats werd aangelegd in 1879, kort na de bouw van de Sint-Jozefskerk. Sinds de opening van de nieuwe begraafplaats Heimolen in 1988 wordt er niet meer begraven. Kloosterlingen en concessiehouders vormen hierop de uitzondering. In totaal liggen er zo'n 60.000 personen begraven.
In de periode 1879 tot 1946 werden ruim 2874 eeuwige concessies toegestaan en betaald, veelal door bemiddelde burgers, die deze status lieten graveren op hun zerk. Na 1946 werden er vanwege de grote vraag geen eeuwige concessies meer verleend. Het concessiebeheer werd sindsdien door de stad verschillende malen aangepast. 
De gemeenteraad van 12 augustus 1946 besliste om de concessies te egaliseren: er ontstond de bezorgdheid over een evolutie tot een standenbegraafplaats. Om deze evolutie af te remmen werden toen vijf klassen ingevoerd, waarbij de A-klasse gronden gelegen waren langs de lanen, en de facto verkozen werden door de rijke burgerij. Een aparte klasse, exclusief voor kinderen (E) werd ingevoerd. Ondanks de beoogde doelstelling van de gemeenteraad, bleef er een groot verschil tussen de A-gronden en de overige korte concessies, die overgraven werden na kortere termijn.
De gemeenteraad van 30 mei 1952 sneed opnieuw in de concessieduur: de Klasse D, werd ingekort van 25 naar 15 jaar. Vanaf 1978 werden bij goedkeuring de perken in fasen afgebouwd, met als voorruitzicht het in gebruik nemen van de nieuwe stedelijke begraafplaats. Door het monumentaal karakter van veel kelders werd geadviseerd dit erfgoed niet te openen en over te brengen bij de opening van het nieuwe kerkhof.
Sinds 2007 worden er oude grafstenen verwijderd, waardoor er ruimte ontstaat voor een nieuwe functie. Er werd geopteerd voor een park waardoor er steeds meer nieuwe bomen struiken en bloemen komen. Ook speeltuigen en bijenkorven krijgen een plaats op de begraafplaats. Monumentale graven blijven omwille van hun historische waarde behouden.
In 2024 vond een grote bronsroof plaats, waarbij het dodenmasker van Sander Wijnants werd gestolen.

## Funerair erfgoed

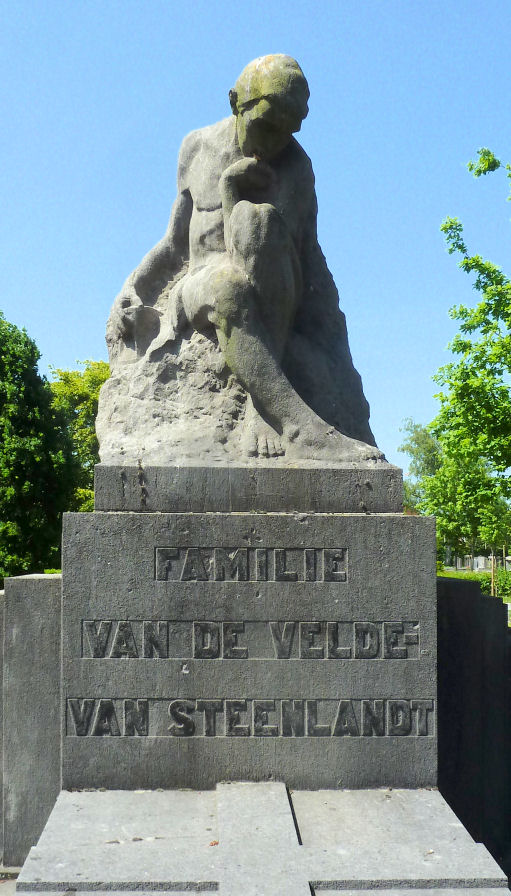
De denker, door Robert Van de Velde

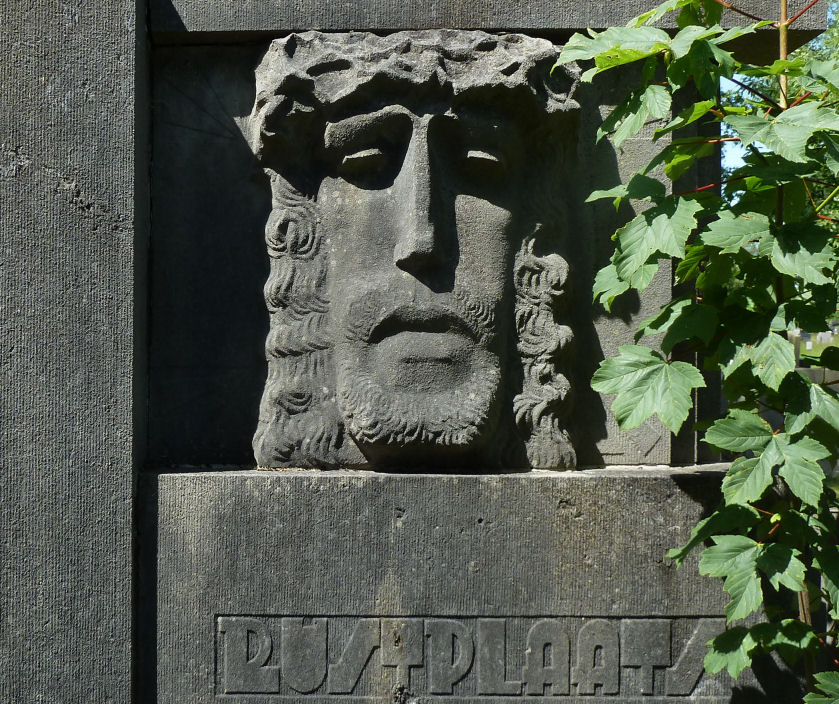
Heilige Aanschijn

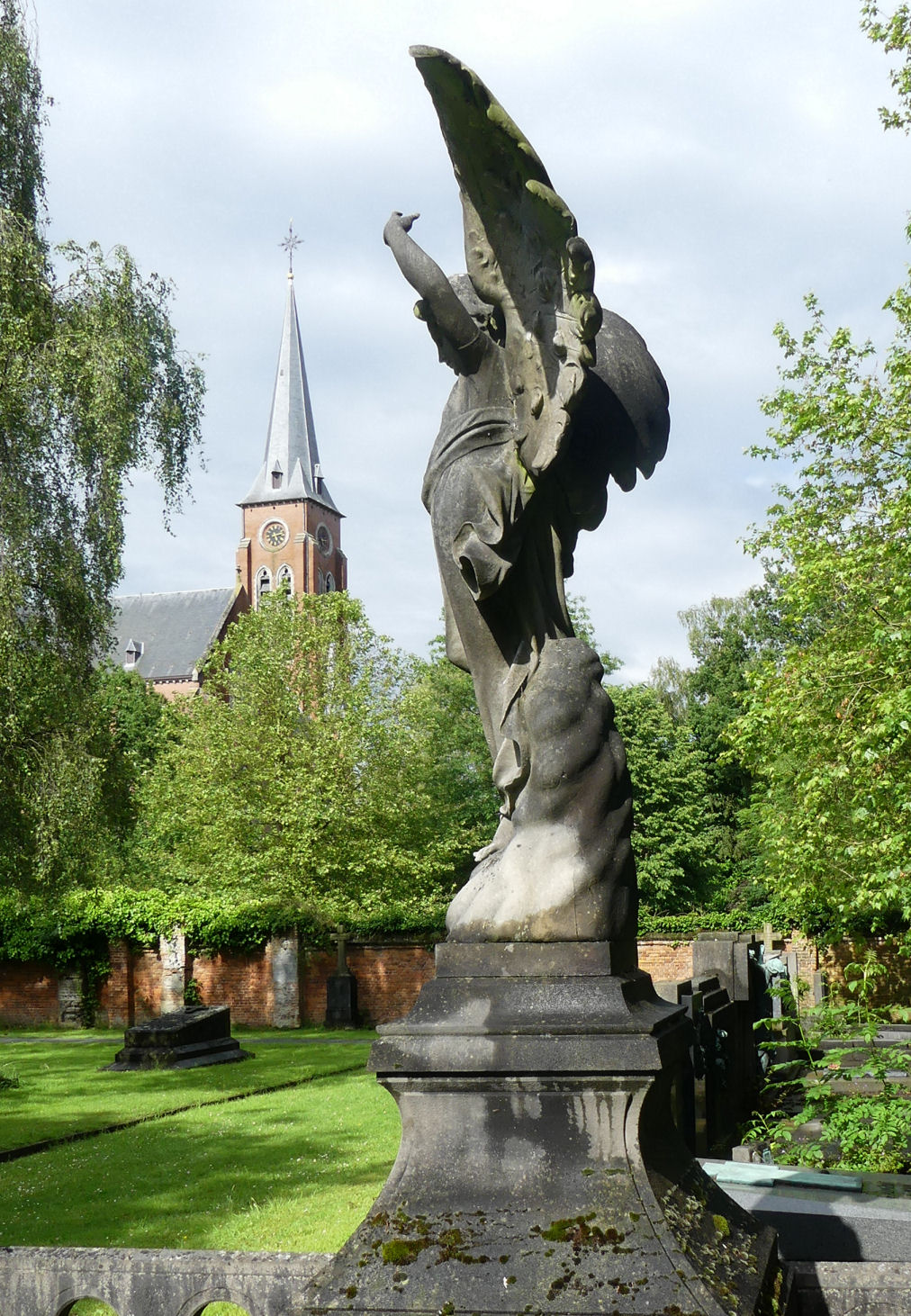
Praalgraf familie de Schepper, met marmeren engel, ontw. door steenhouwer Ernest Salu uit Laken.

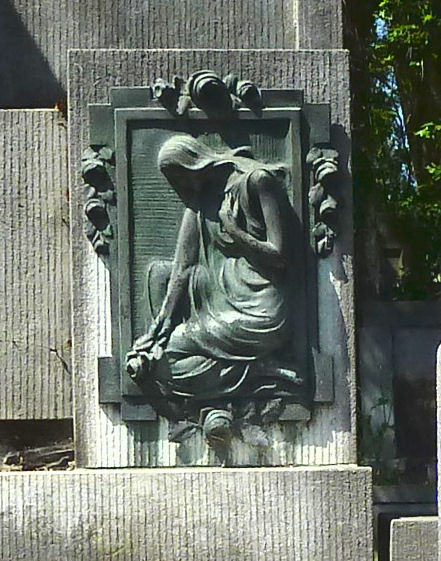
Treurende vrouw (brons, door Sylvain Norga), grafzerk door Isidore Duellaert

Het kerkhof is vermaard vanwege de vele concessies met hoge erfgoedwaarde. Concessiehouders vroegen vaak steenkappers de zerken te versieren in art-decostijl. Een aanzienlijk aantal van deze monumentale zerken is toe te schrijven aan een en dezelfde generatie beeldhouwers. De meeste hadden hun steenkapperij in de Terekenwijk.
- Frans Adolf Faresyn-Heyndrickx (°1872, Sint-Niklaas)
- Isidore Duellaert - Derboven (°1880, Sint-Niklaas)
- Joseph Heyndrickx - Pyl (°1879, Sint-Pauwels) 
  - Werner Heyndrickx
- Jozef Schelfhout
- Louis Van de Velde - Van Steenlandt
  - Robert Van de Velde (°1895)

De monumentale zerken illustreren het hoogtepunt van de Wase art-deco-beeldhouwkunst. Geen enkel gesigneerd monument is echter anno 2023 wettelijk beschermd. Om het funerair erfgoed te ontsluiten werd een informatiebrochure gemaakt door de provincie Oost-Vlaanderen waarin een twintigtal zerken wordt beschreven. Dit is een slechts een fractie van de ruim 2874 eeuwige concessies.

### Joseph Heyndrickx-Pyl
- Monumentale grafzerk van de familie Pyl-Thys
- Monumentale grafzerk van de familie Scheerders-Nys
- Monumentale grafzerk van de familie Henri Verbreyt
- Monumentale grafzerk van de familie Trommelmans-Scheerders
- Monumentale grafzerk van de familie Van Reeth-Scheerders, kunstenaar
- Monumentale grafzerk van de zusters van het Spinhuis
- Monumentale grafzerk van de zusters van de Berkenboom
- Monumentale grafzerk van de familie Faems-Bonne, galerijhouder Ankerstraat
- Monumentale grafzerk van de familie Pieter Frans Mariman-De Paepe, veevoederhandelaar
- Monumentale grafzerk van de familie Leo Maillet-Segers, apotheker

### Isidore Duellaert-Derboven
- Monumentale grafzerk van de zusters Jozefienen
- Monumentale grafzerk van de zwartzusters van het ziekenhuis
- Monumentale grafzerk van de familie Fonteyne-Billiet

### Frans Faresyn-Heyndrickx
- Monumentale grafzerk van de familie Achilles Stoffyn-Van Stappen

### Louis Vande Velde-Van Steenlandt
- Monumentale grafzerk van Jan Frans Van Havermaet, beeldhouwer.
- Monumentale grafzerk voor de familie Reychler.

### Andere bestaande concessies
- Monumentaal neogotisch grafmonument van Pierre-Antoine Verwilghen, lid Nationaal Congres.
- Monumentaal neogotisch grafmonument van August Verdurmen - de Brabandere, Burgemeester.
- Monumentale grafzerk van gemeenteraadslid Charles Vercauteren-Leclercq
- Monumentale grafzerk van de familie Janssens de Varebeke[7]
- Monumentale grafzerk van de familie Felix Van Naemen-Boeÿe
- Monumentale grafzerk van de familie de Schoutheete de Tervarent[7]
- Monumentale grafzerk van de familie Scheerders-Nys[7]
- Monumentale grafzerk van Oscar Van Durme, met portret in arduin door Robert Van de Velde
- Grafkapel in art-decostijl van de familie Cole-Van Hoyweghen, door architect Hilaire De Boom
- Familie Boeyé[7]
- Familie Nobels[7]
- Familie Prisse[7]
- Familie Percy
- Familie Albert Joos-Kurtz: bouwmeester en vader van kardinaal Joos
- Familie Florimond Sax-De Maeyer: directeur van de stedelijke muziekacademie
- Familie Reychler, door Louis Van de Velde.
- Familie Verbreyt:
  - Petrus Verbreyt-Van Steenacker (1854-1934), door Marc Neerman.
  - textielnijveraar Leon Verbreyt-Vincent (1892-1975)
  - Jozef Verbreyt-Debbaut
    - Henri Verbreyt
- Gezusters Mechiels, ontw. van Karel Van Havermaet.
- Willy Van Gerven, senator
- Karel Van Havermaet, art-deco architect
- Familie Louis Koklenberg-Seghers, Houtzagerij
- Romain De Vidts, burgemeester
- Henri Van Severen, goudborduurder
- Hendrik Heyman, burgemeester
- Edmond Meert, Liberaal nijveraar
- Joseph Heyndrickx-Pyl, arduinhouwer
- echtpaar Sander Wijnants - Lea Steppe: Directeur SASK, met bronzen dodenmasker

## Britse oorlogsgraven
Op de begraafplaats Tereken liggen negen soldaten uit het Britse Rijk begraven. Acht daarvan zijn gesneuveld in de Tweede Wereldoorlog en één in de Eerste Wereldoorlog. Alle personen zijn geïdentificeerd. Er liggen zeven Britten en twee Canadezen.
De graven worden onderhouden door de Commonwealth War Graves Commission en zijn daar geregistreerd onder St. Niklaas Communal Cemetery.

## Frans oorlogsmonument
Op 3 mei 2007 werd een zerk onthuld als eerbetoon aan drie Franse militairen van L’Armée de L’Air Groupe 552 die op 13 mei 1940 zijn neergeschoten door Flak en zijn neergestort ter hoogte van Nieuwkerken-Waas. Het monument staat naast de Britse oorlogsgraven.

## Galerij

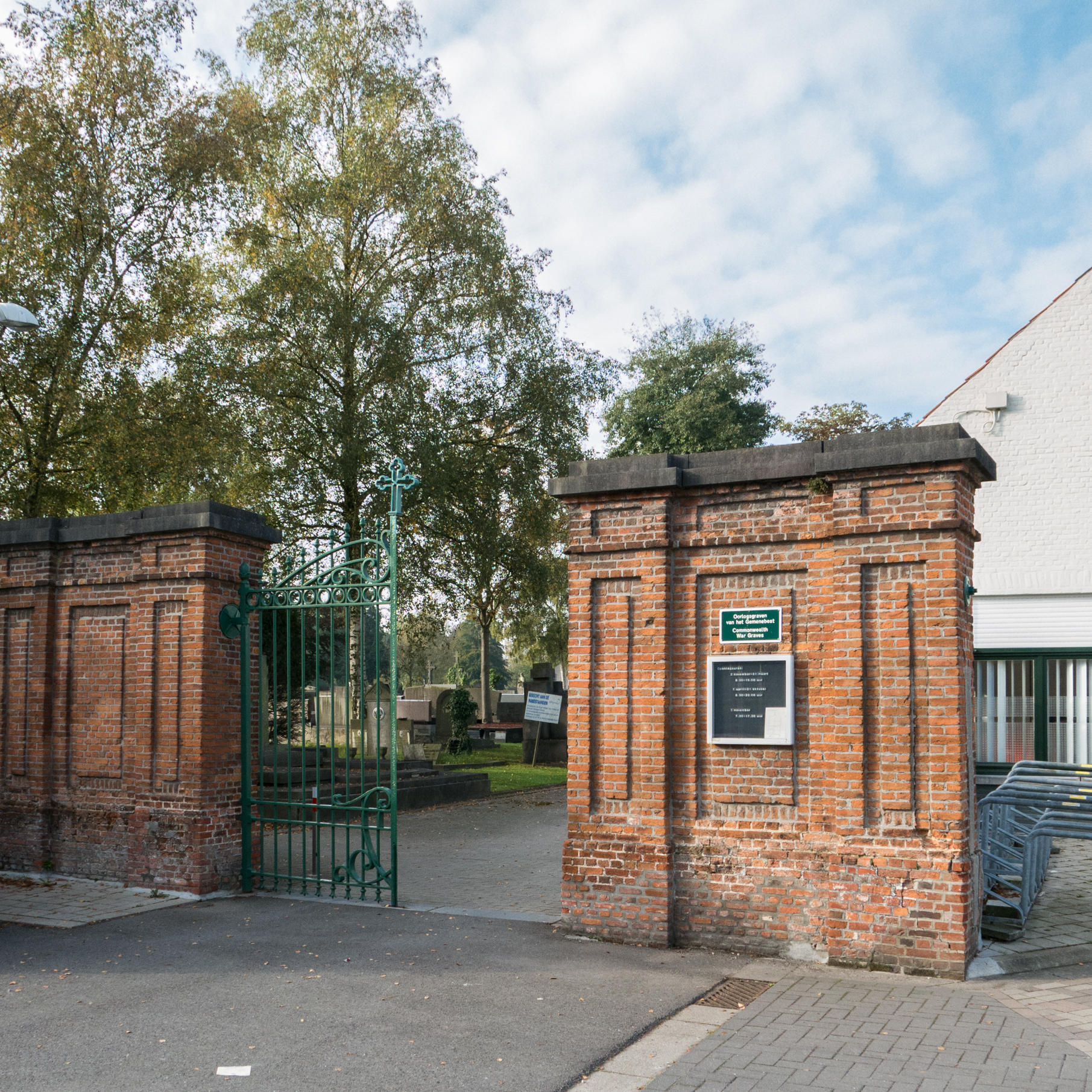
Hoofdingang van het oude kerkhof.
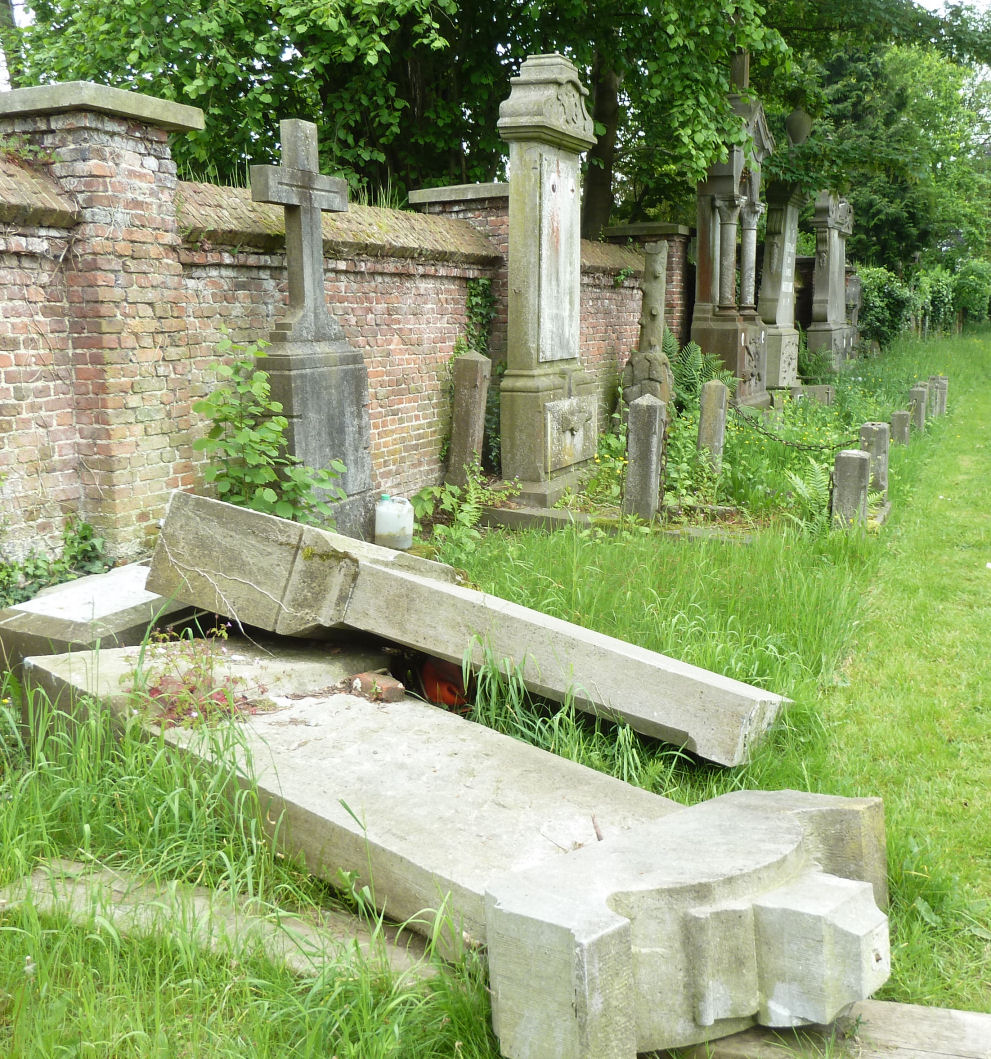
Verwaarloosde oude concessies.
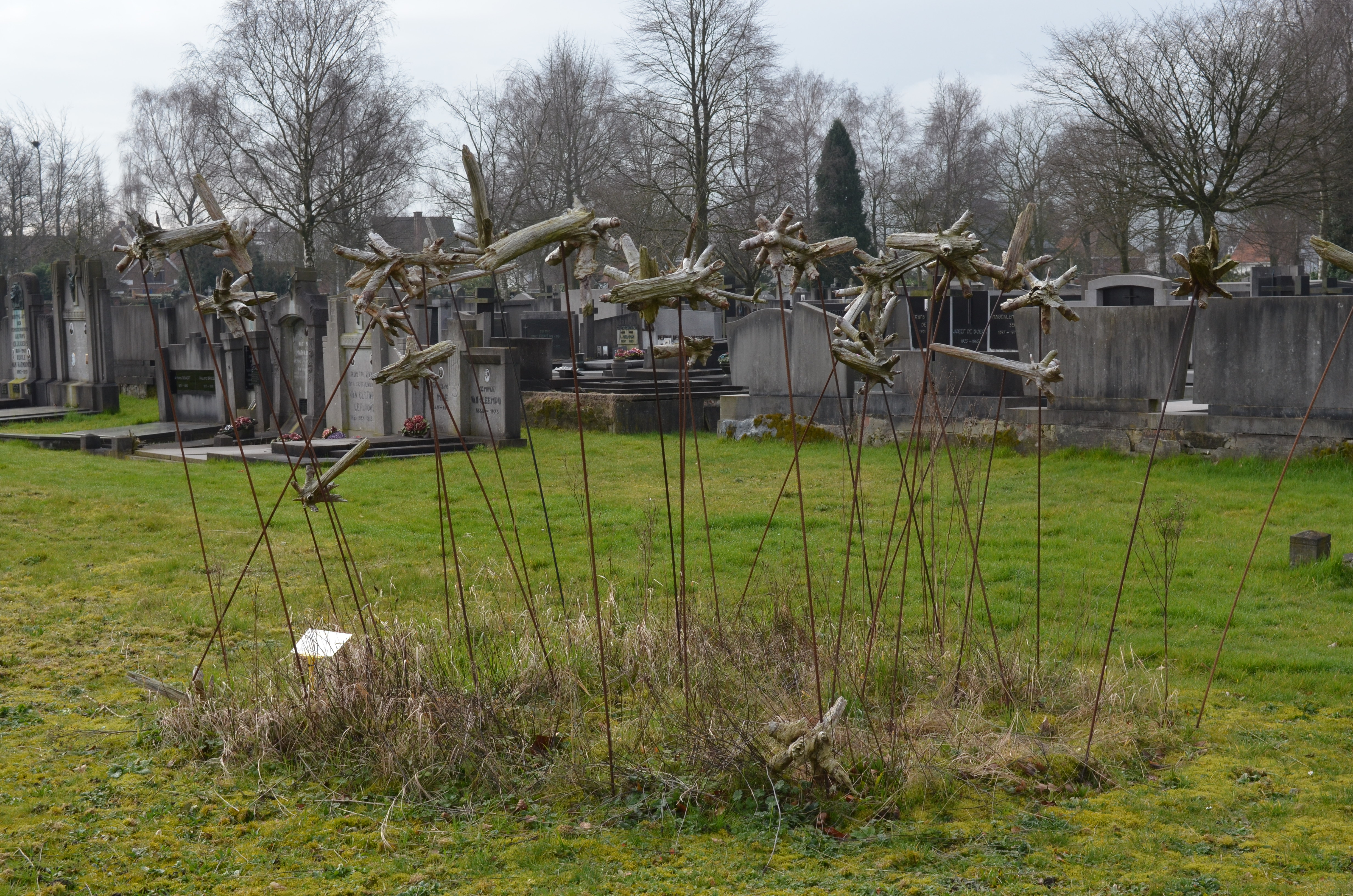
Op de plaats van de geruimde zerken staat een hedendaags kunstwerkje.
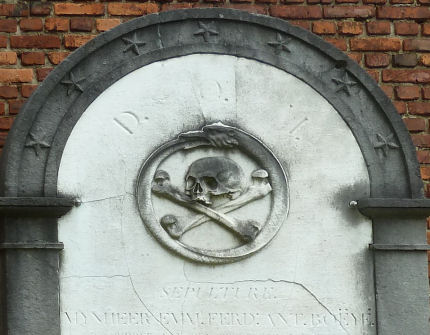
Graf van Emmannuel Boeye-Van Goethem
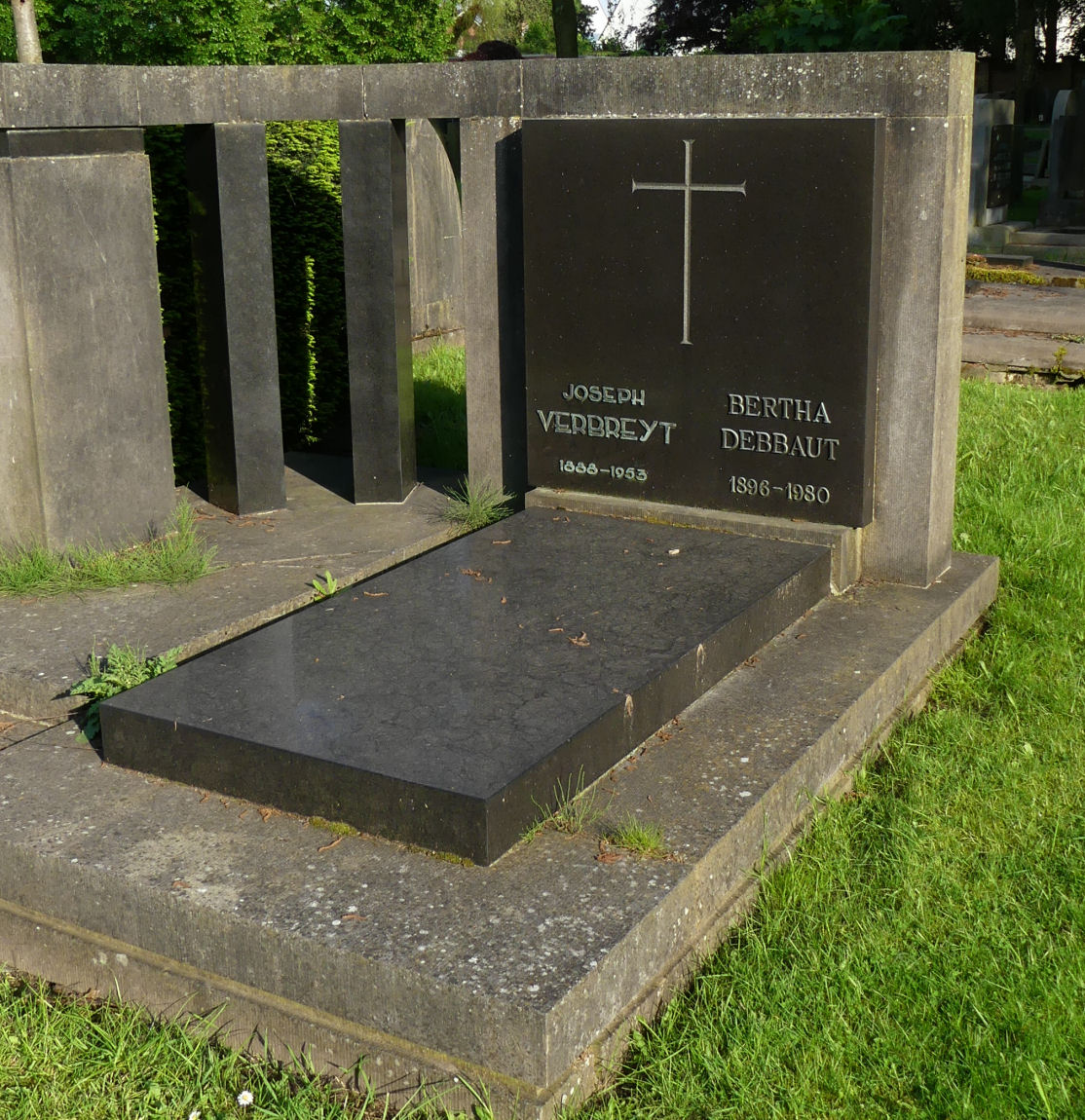
Graf nijveraar Jozef Verbreyt-Debbaudt.
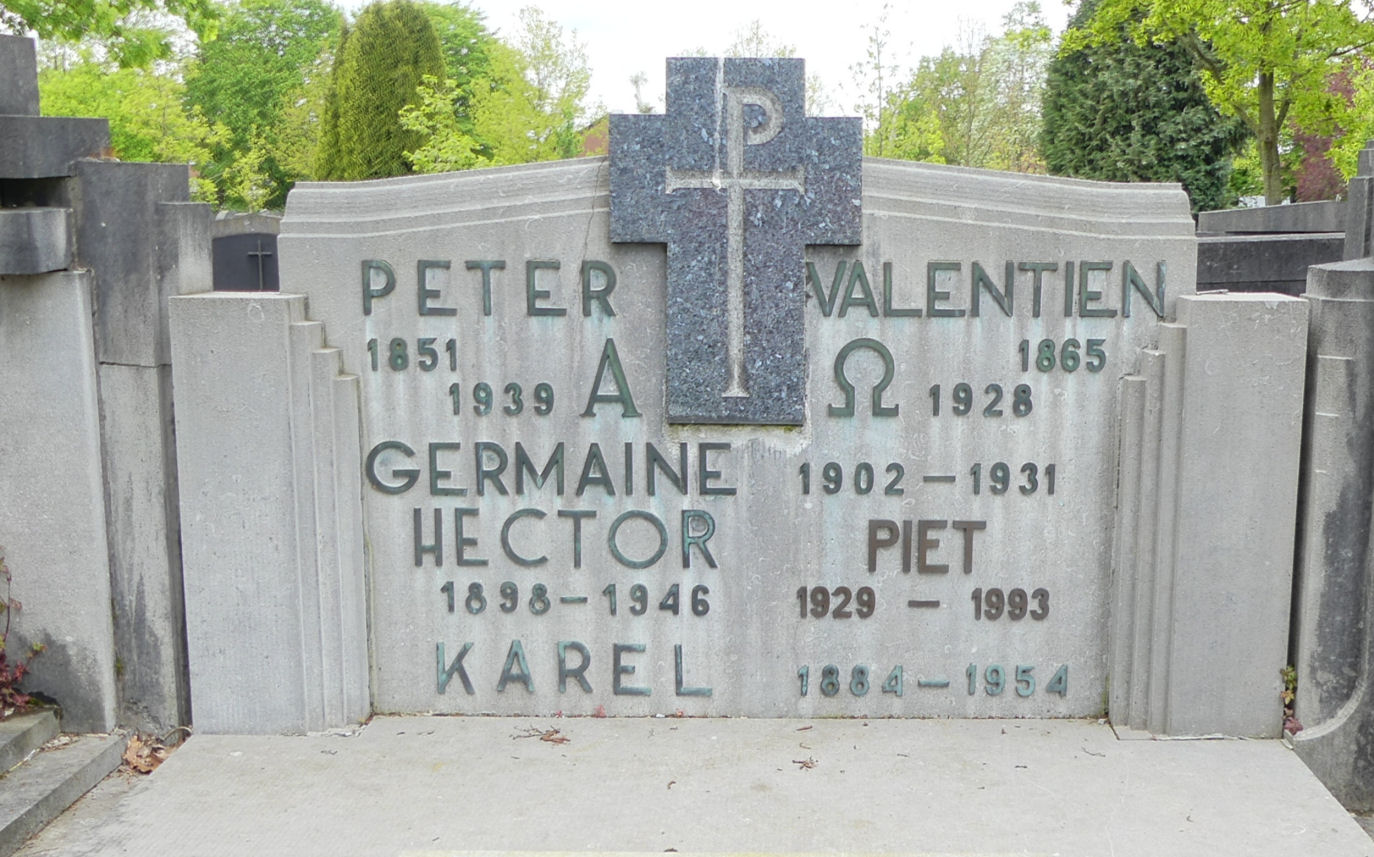
Graf van art-deco architect Karel Van Havermaet
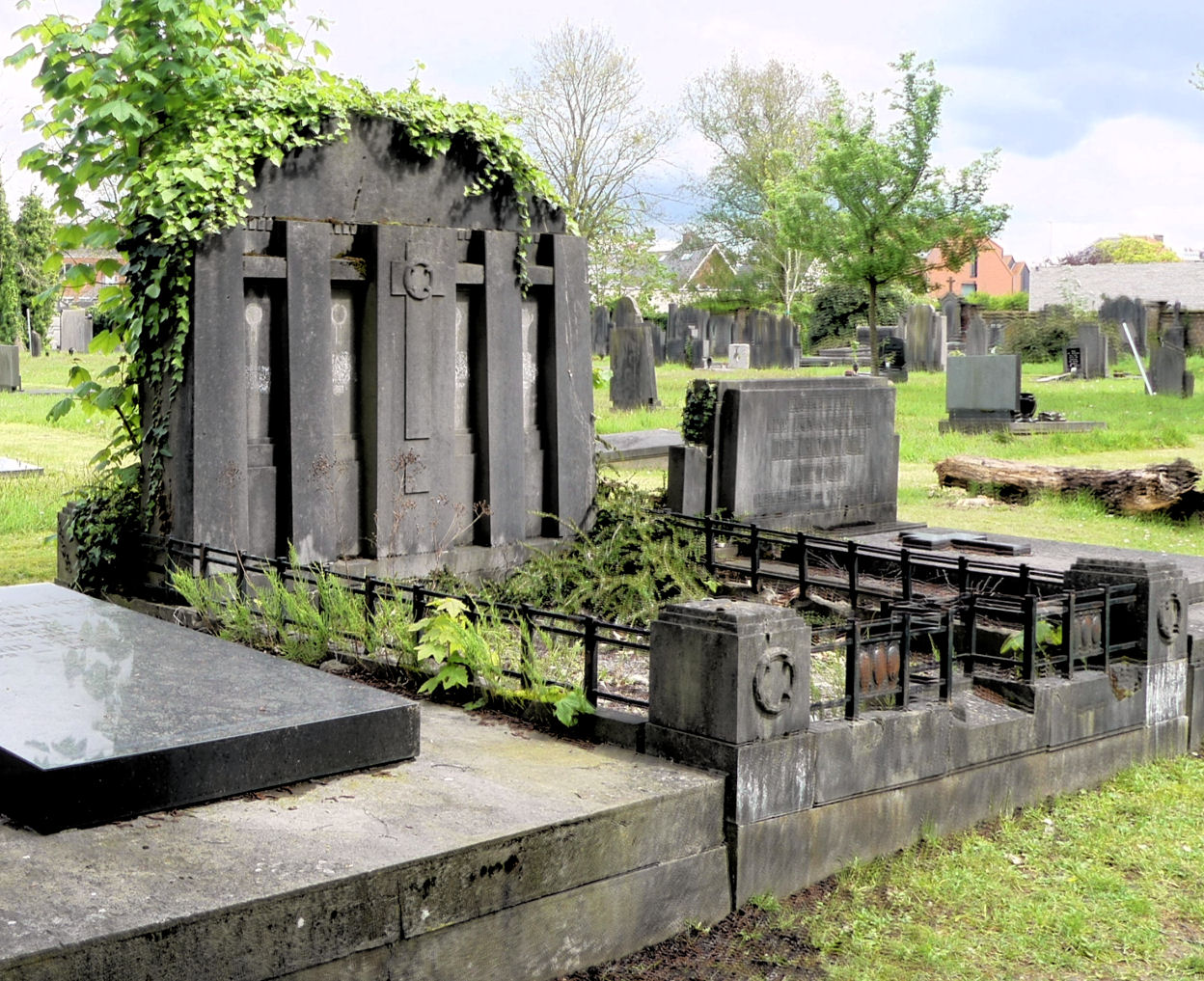
Graf van familie Verbreyt, ontwerp van architect Marc Neerman
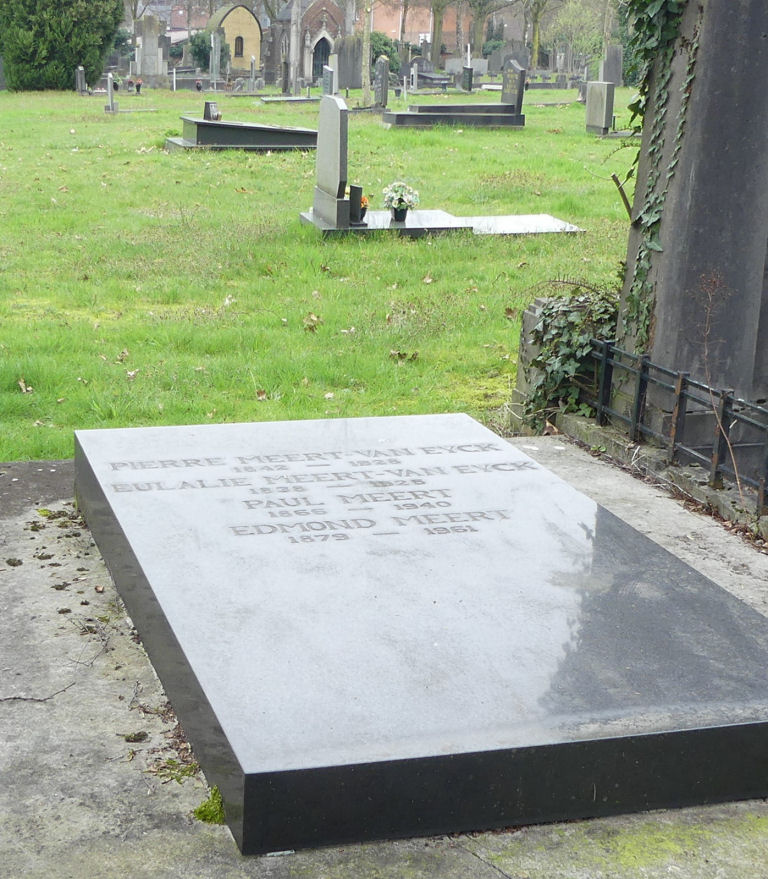
Graf van de familie Meert-Van Eyck
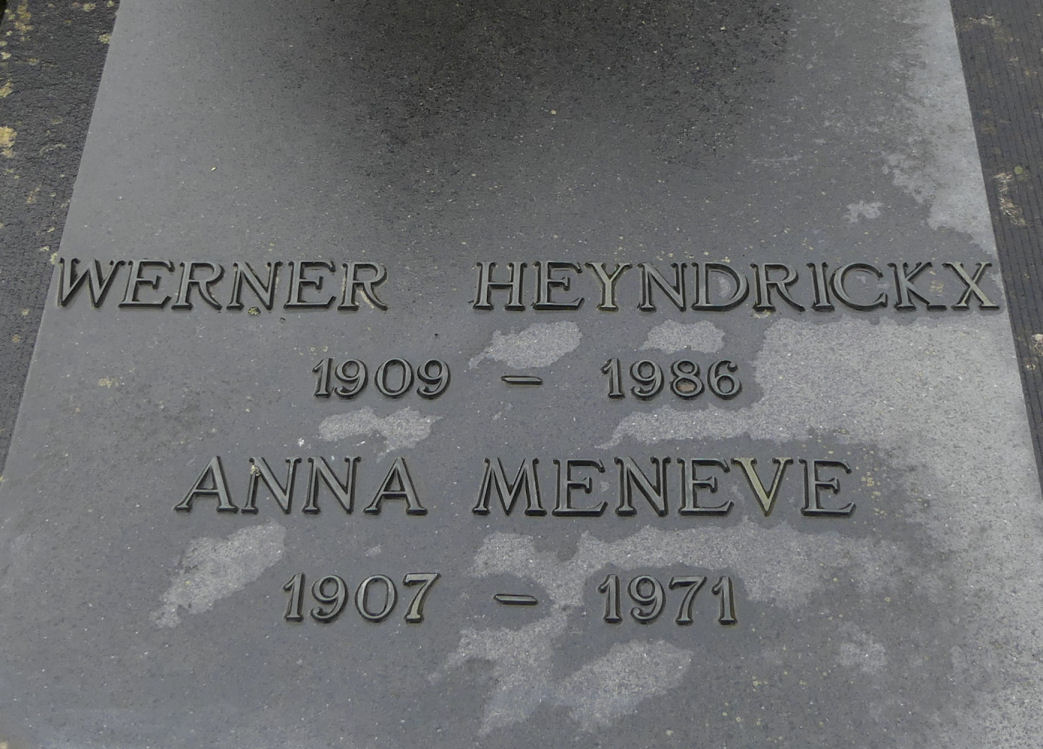
Graf van Werner Heyndrickx-Meneve
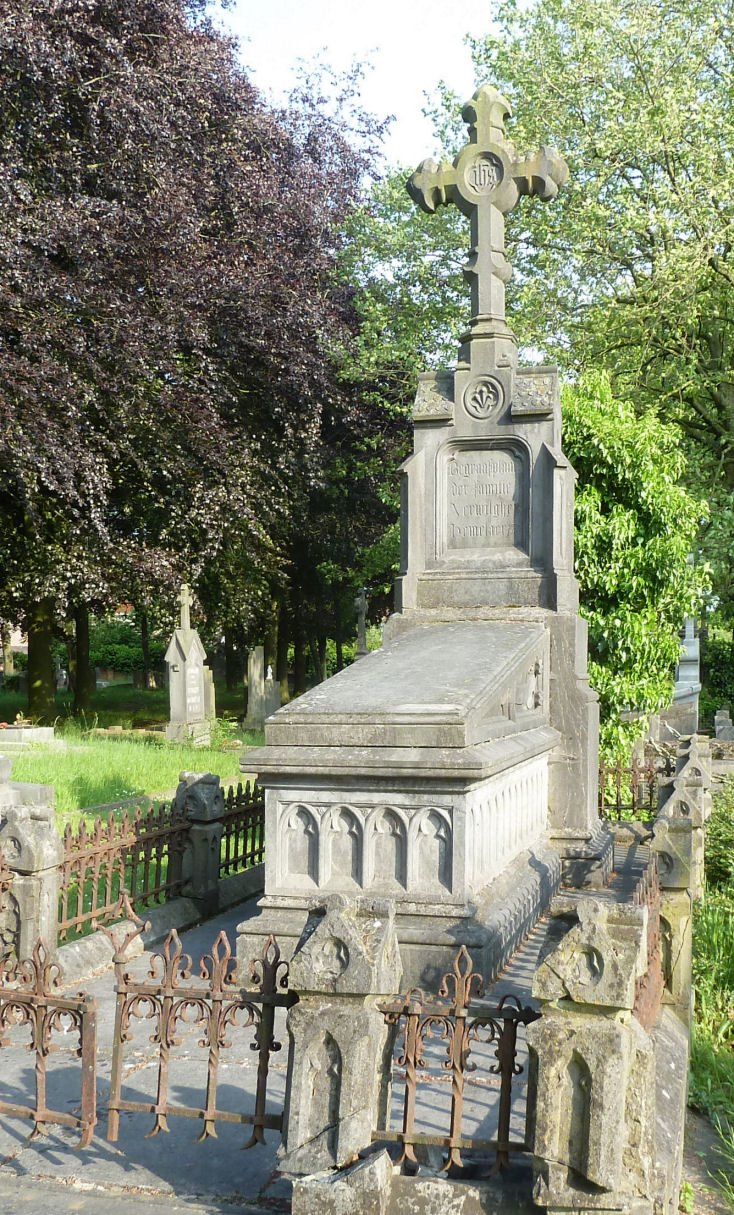
Graf in neo-gotische stijl van Pieter Antoon Verwilghen-Hemelaer
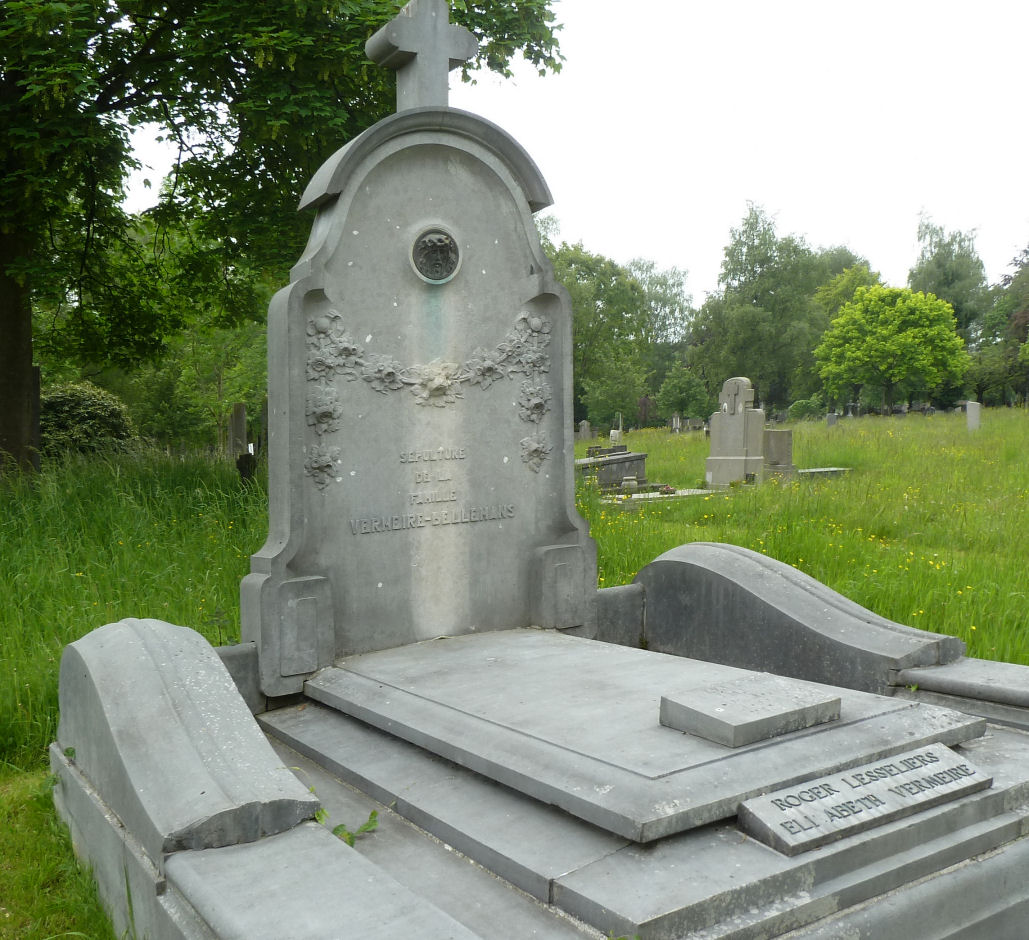
Grafzerk in arduin van Isidor Vermeire-Bellemans, ontworpen door Hilaire De Boom
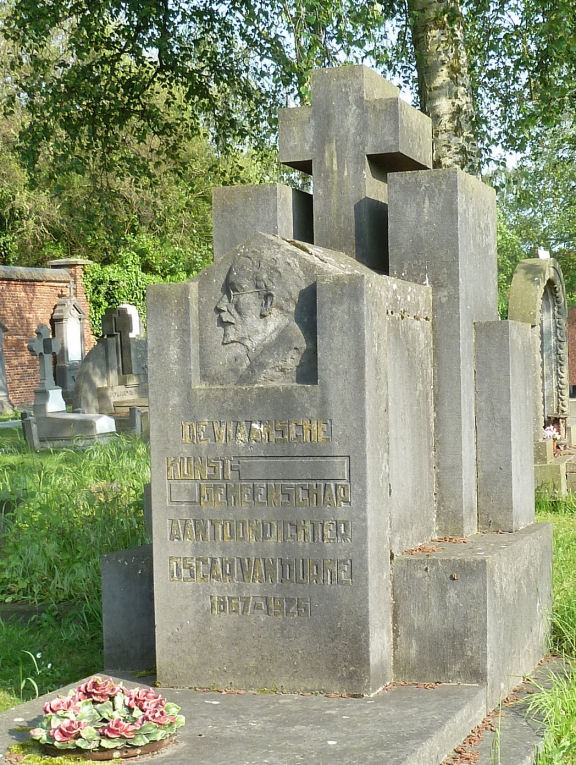
Grafzerk van Oscar Van Durme, uitgevoerd door Robert Van de Velde.
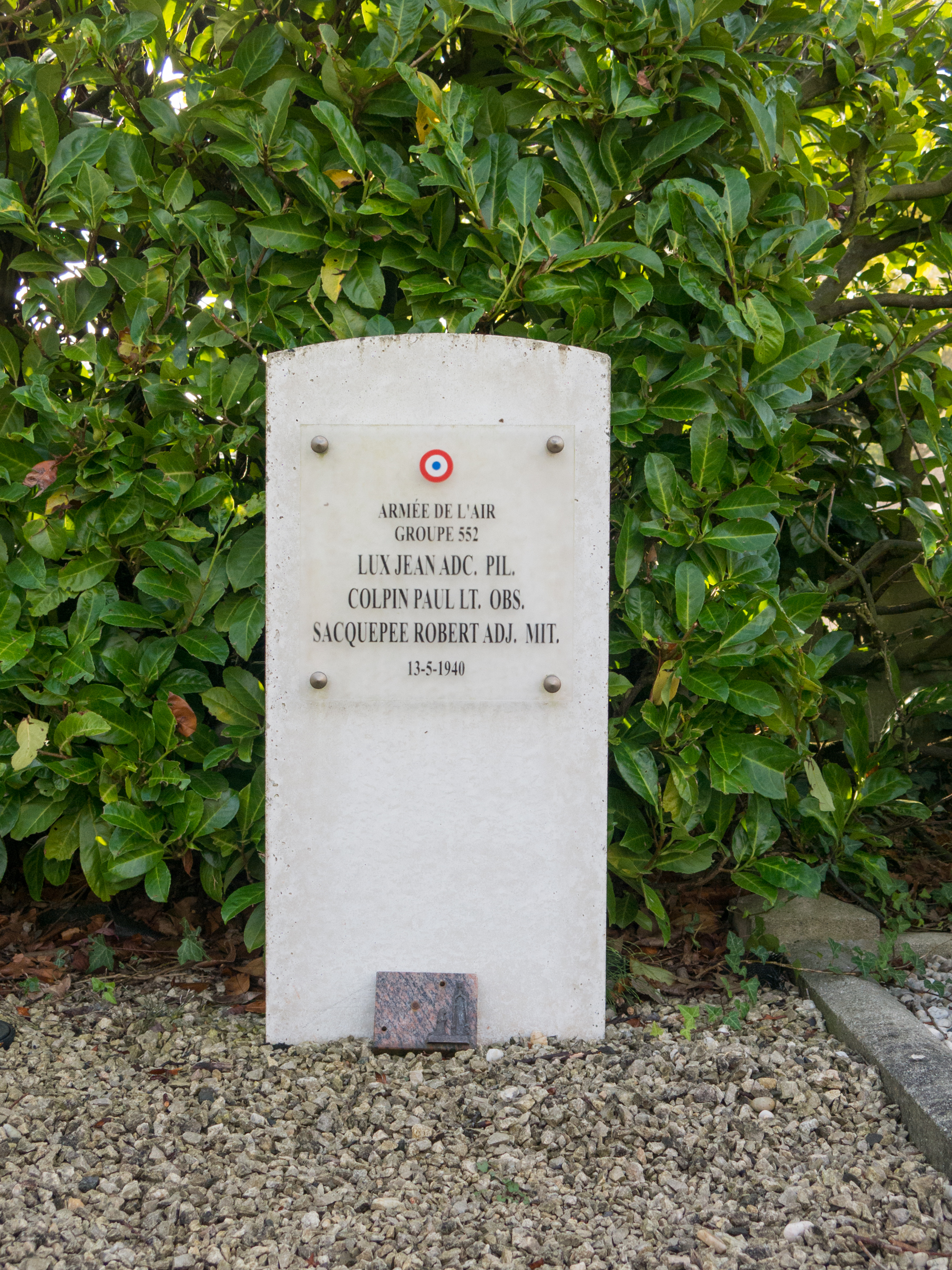
Het monument voor de drie gesneuvelde Franse soldaten